# Tool di estrazione terminologica
I tool di estrazione terminologica sono software che hanno come scopo l'estrapolazione di termini rilevanti da un dato corpus al fine di creare o allargare un glossario terminologico. Con questi strumenti l'estrazione terminologica può essere monolingue o bilingue: l'estrazione monolingue ha come obiettivo l'analisi di un testo o di un corpus di testi finalizzata all'identificazione dei termini candidati, mentre l'estrazione bilingue analizza i prototesti esistenti e le rispettive traduzioni con lo scopo di identificare i potenziali termini e i loro equivalenti.
Gli approcci di questi tool sono essenzialmente due: l'approccio linguistico e quello statistico. 

## Approccio linguistico
I tool di estrazione che adoperano un approccio linguistico cercano in genere di identificare le combinazioni di parole che corrispondono a determinate strutture del discorso (ad esempio "sostantivo+aggettivo" o "sostantivo+sostantivo"). Poiché la struttura del discorso varia da lingua a lingua, il tipo di approccio linguistico adottato dipenderà chiaramente dalla lingua in oggetto. I tool di estrazione terminologica che adottano un approccio di tipo linguistico vengono perciò generalmente programmati per lavorare su una sola lingua (o su lingue estremamente affini) e non possono essere adoperati per lingue diverse. 

## Approccio statistico
I tool di estrazione terminologica che adottano un approccio statistico identificano invece le sequenze ripetute di segmenti lessicali. L'utente può specificare la soglia di frequenza, cioè il numero di volte che una parola o una sequenza di parole deve comparire per poter essere considerata un termine candidato. Il vantaggio maggiore dell'approccio statistico è quello di essere indipendente dalla lingua considerata; lo svantaggio è che la quantità di "noise" (segnalazioni non idonee) e di "silence" (termini non identificati) è relativamente alta; i due tipi di approccio vengono perciò spesso combinati a formare tool di estrazione ibridi.

## Alcuni tool di estrazione terminologica
- TerMine
- Termostat Web
- KEA
- Araya Bilingual Term Extraction Tool